# Felix Badenhorst
Felix Gerson Badenhorst (sinh ngày 12 tháng 6 năm 1989) là một cầu thủ bóng đá người Eswatini.

## Sự nghiệp
Tiền vệ khởi đầu sự nghiệp cùng với Manzini Wanderers và was năm 2008 theo dạng cho mượn nửa năm với câu lạc bộ Nam Phi Intsha Sporting. Sau đó anh thi đấu cho Jomo Cosmos và theo dạng cho mượn cho Manzini Wanderers. Trước khi gia nhập AS Vita Club anh từng là cầu thủ của Mbabane Swallows F.C..

### Quốc tế
Kể từ năm 2008, Badenhorst là thành viên của Đội tuyển bóng đá quốc gia Eswatini.

#### Bàn thắng quốc tế
Tính đến trận đấu diễn ra ngày 27 tháng 5 năm 2019. Tỉ số của Eswatini liệt kê đầu tiên, cột tỉ số biểu thị tỉ số sau mỗi bàn thắng của Badenhorst.
| #  | Ngày                | Địa điểm                                          | Đối thủ      | Tỉ số | Kết quả | Giải đấu                            |
| -- | ------------------- | ------------------------------------------------- | ------------ | ----- | ------- | ----------------------------------- |
| 1  | 23 tháng 5 năm 2008 | Trade Fair Ground, Manzini, Eswatini              | Lesotho      | 1–1   | 1–1     | Giao hữu                            |
| 2  | 10 tháng 9 năm 2014 | Sân vận động Sam Nujoma, Windhoek, Namibia        | Namibia      | 1–1   | 1–1     | Giao hữu                            |
| 3  | 25 tháng 3 năm 2015 | Sân vận động Quốc gia Somhlolo, Lobamba, Eswatini | Nam Phi      | 1–2   |         | Giao hữu                            |
| 4  | 6 tháng 9 năm 2015  | Sân vận động Quốc gia Somhlolo, Lobamba, Eswatini | Malawi       | 1–1   | 2–2     | Vòng loại Cúp bóng đá châu Phi 2017 |
| 5  | 25 tháng 3 năm 2016 | Sân vận động Quốc gia Somhlolo, Lobamba, Eswatini | Zimbabwe     | 1–0   | 1–1     | Vòng loại Cúp bóng đá châu Phi 2017 |
| 6  | 11 tháng 6 năm 2016 | Sân vận động Sam Nujoma, Windhoek, Namibia        | Zimbabwe     | 1–0   | 2–2     | Cúp COSAFA 2016                     |
| 7  | 11 tháng 6 năm 2016 | Sân vận động Sam Nujoma, Windhoek, Namibia        | Zimbabwe     | 2–1   | 2–2     | Cúp COSAFA 2016                     |
| 8  | 13 tháng 6 năm 2016 | Sân vận động Sam Nujoma, Windhoek, Namibia        | Seychelles   | 1–0   | 4–0     | Cúp COSAFA 2016                     |
| 9  | 13 tháng 6 năm 2016 | Sân vận động Sam Nujoma, Windhoek, Namibia        | Seychelles   | 2–0   | 4–0     | Cúp COSAFA 2016                     |
| 10 | 15 tháng 6 năm 2016 | Sân vận động Độc lập, Windhoek, Namibia           | Madagascar   | 1–0   | 1–0     | Cúp COSAFA 2016                     |
| 11 | 2 tháng 7 năm 2017  | Sân vận động Hoàng gia Bafokeng, Phokeng, Nam Phi | Zimbabwe     | 1–1   | 1–2     | Cúp COSAFA 2017                     |
| 12 | 25 tháng 5 năm 2019 | Sân vận động Zwelithini, Umlazi, Nam Phi          | Mauritius    | 2–2   | 2–2     | COSAFA Cup 2019                     |
| 13 | 27 tháng 5 năm 2019 | Sân vận động Zwelithini, Umlazi, Nam Phi          | Comoros      | 2–1   | 2–2     | COSAFA Cup 2019                     |
| 14 | 26 tháng 3 năm 2021 | Trung tâm Thể thao Mavuso, Manzini, Eswatini      | Guiné-Bissau | 1–1   | 1–3     | Vòng loại Cúp bóng đá châu Phi 2021 |